# Királylányok és hercegek
A Királylányok és hercegek (Beautiful Girls) a Született feleségek (Desperate Housewives) című amerikai filmsorozat ötvenötödik epizódja. Az Amerikai Egyesült Államokban először az ABC (American Broadcasting Company) adó sugározta 2006. november 19-én.

## Az epizód cselekménye
Tudjuk, hogy veszélyes férfiak járnak közöttünk. Azt viszont távolról sem tudjuk, hogy kik ők vagy, hogy hol bujkálnak. Így hát a legtöbb, amit egy idegennek kínálhatunk, az észszerű kétely. De amint eloszlik a kétely, rögtön oda az észszerűség is. Amikor Lynette köszönetképpen tortát visz ajándékba Art-nak, az új szomszédnak, amiért az megmentette az életét, a férfi házában ijesztő dolgokra bukkan. A pince például tele van csupa félmeztelen fiúkkal teli poszterekkel, és rengeteg gyerekjátékkal, amelyekből Lynette egyértelműen arra a következtetésre jut, hogy Art egy undorító pedofil alak. Eljön az a nap, amikor Susan végre Ian otthonában tölti az éjszakát, ám az azt követő reggelen roppant kínos helyzetben találkozik össze a ház inasával, Rupert-tel, amelyből kiderül, hogy Ian még soha nem mesélt a kettejük kapcsolatáról. Gabrielle stylist barátja, Vern arra kéri őt, hogy segítsen neki a közelgő divatbemutatójára felkészíteni a jövő modelljeit. Hodge mama pedig továbbra is a jelenlétével boldogítja Bree-t és Orson-t, miközben Edie minden segítségével próbál Mike kedvében járni.

## Mellékszereplők
- Dougray Scott - Ian Hainsworth
- Kathryn Joosten - Karen McCluskey
- Ernie Hudson - Ridley nyomozó
- Matt Roth - Art Shephard
- Ian Abercrombie - Rupert Cavanaugh
- Jennifer Dundas - Rebecca Shephard
- Alec Mapa - Vern
- Dixie Carter - Gloria Hodge
- Juliette Goglia - Amy Pearce
- McKenzie Applegate - Isabel
- Winifred Freedman - Mrs. Tomlinson
- Patrick Malone - Shrank nyomozó
- McKenna Palmer - Donna
- Jodi Taffel - Mrs. Horowitz

## Mary Alice epizódzáró monológja
- A narrátor, Mary Alice monológja az epizód végén így hangzik (a magyar változat alapján):

"Veszélyes férfiak járnak közöttünk. És nem mindig tudhatjuk biztosan, hogy kik ők, vagy hogy milyen titkokat rejtegetnek. De ha legrosszabb sejtéseink beigazolódnak, cselekedhetünk. Ha a szándékaik lelepleződtek, lépéseket tehetünk, hogy megvédjük magunkat és szeretteinket. Valóban. Veszélyes férfiak szörnyű károkat okozhatnak. De olykor a legnagyobb veszélybe önmagukat sodorják."

## Epizódcímek szerte a világban
- Angol: Beautiful Girls (Gyönyörű lányok)
- Francia: Des hommes dangereux (Veszélyes férfiak)
- Német: Biester (Vadállatok)
- Olasz: Beautiful Girl (Gyönyörű lány)
- Spanyol: Chicas Hermosas (Gyönyörű lányok)
- Lengyel:  Małe królowe piękności (Kis szépségkirálynők)